# Jadraque
Jadraque település Spanyolországban, Guadalajara tartományban. Jadraque Argecilla, Ledanca, Villanueva de Argecilla, Miralrío, Casas de San Galindo, Espinosa de Henares, Membrillera, La Toba, Medranda, Jirueque és Bujalaro községekkel határos. Lakosainak száma 1458 fő (2024).

## Népesség
A település népessége az utóbbi években az alábbiak szerint változott:
| Lakosok száma | 1290 | 1354 | 1532 | 1580 | 1652 | 1576 | 1497 | 1413 | 1383 | 1458 |
|               | 2001 | 2004 | 2006 | 2009 | 2011 | 2014 | 2016 | 2019 | 2021 | 2024 |